# George Lambert (Sänger)
George James Lambert (* 17. Dezember 1900 in Long Preston; † 13. September 1971 in Toronto) war ein kanadischer Sänger (Bariton) und Musikpädagoge englischer Herkunft.

## Leben und Wirken
Lambert war Chorknabe in Ribblesdale und begann seine Gesangsausbildung nach dem Ersten Weltkrieg bei Frederic Lord. Er trat als Oratoriensänger auf und war zugleich professioneller Fußballspieler. Mitte der 1920er Jahre setzte er seine Ausbildung in Rom bei Alfredo Martino fort und debütierte auf der Opernbühne als Giorgio Germont in La Traviata. Nach seiner Rückkehr nach England nahm er weiteren Unterricht bei Henry Wood und trat bei Konzerten und im Rundfunk auf.
Später ging er mit seinem Lehrer Frederic Lord nach Kanada. Dort trat er in den 1930er und 1940er Jahren als Sänger, häufig mit dem Toronto Symphony Orchestra auf. Unter anderem sang er von 1938 bis 1945 den Christus in Ernest MacMillans jährlicher Aufführung von Bachs Matthäuspassion. Eine seiner letzten Rollen war die des Cathva in der Uraufführung von Healey Willans Deirdre.
Seit 1932 unterrichtete Lambert am Toronto Conservatory of Music; 1938–39 war Präsident der Ontario Registered Music Teachers’ Association. Nach dem Ende seiner aktiven Sängerlaufbahn 1946 widmete er sich ganz dem Gesangsunterricht. Zu seinen Schülern zählten neben vielen anderen Léonard Bilodeau, Jean Bonhomme, Pierre Boutet, Victor Braun, John Dodington, Audrey Farnell, Don Garrard, Robert Goulet, Doreen Hume, Gwenlynn Little, Phyllis Mailing, Ermanno Mauro, Joan Maxwell, David Mills, Peter Milne, Bernard Turgeon, Jon Vickers, Alan Woodrow und Lesia Zubrack Romanoff.